# Carrizosa
Carrizosa es un municipio y localidad española de la provincia de Ciudad Real, en la comunidad autónoma de Castilla-La Mancha. Cuenta con una población de 1106 habitantes (INE 2024).

## Geografía

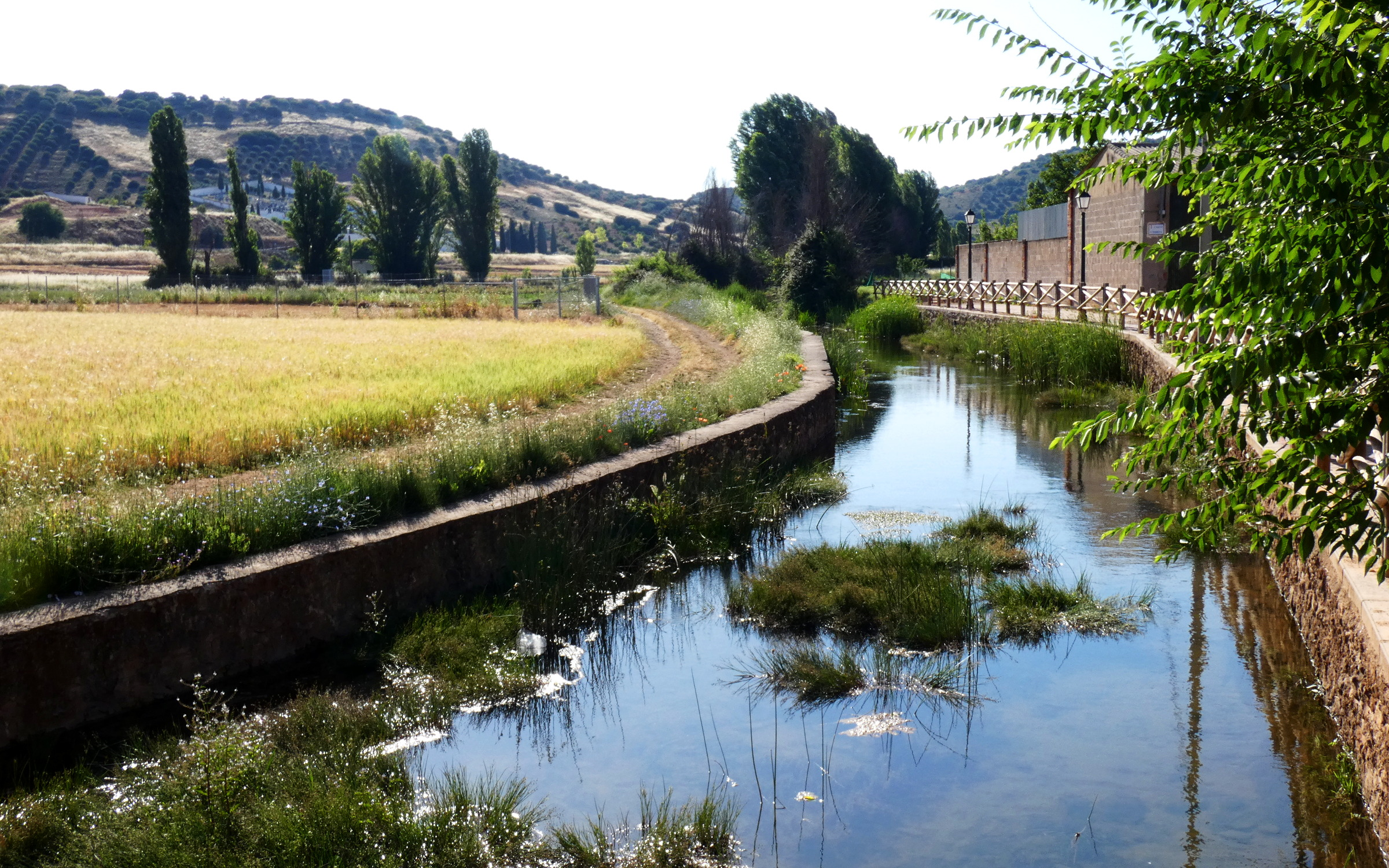
Río Cañamares a su paso por la localidad

Carrizosa se localiza en la comarca del Campo de Montiel, en el este de la provincia de Ciudad Real en el territorio histórico de La Mancha. Atraviesa el municipio el río Cañamares, a orillas del cual se encuentra el núcleo de población.
El término municipal tiene 26 km², lo que ha obligado a muchos de sus habitantes —los dedicados a la agricultura— a salir en busca de terrenos cultivables en otros términos, y a muchos otros -en décadas pasadas- a buscar el sustento fuera del lugar. Hay muchos carrizoseños repartidos por la geografía española, debido al éxodo rural de los años 1960.
Los lugares próximos de interés que podemos encontrar son las Lagunas de Ruidera a unos 15 km,  Villanueva de los Infantes (Ciudad Real) a 13 km y Valdepeñas a 30 km.
Cómo llegar
- CR-642 a Villanueva de Los Infantes y Alhambra.
- CR-P-6421 a Villahermosa.
- Autobuses de línea diarios desde Madrid-Estación Sur de la empresa SAMAR. Conexiones también con varios autobuses diarios con las estaciones de Villanueva de los Infantes, Manzanares, La Solana y Valdepeñas (empresa SAMAR)
- Estaciones de tren cercanas: Valdepeñas y Manzanares.
- Línea de AVE-Ciudad Real.

## Historia
Edad de Hierro.- Se han encontrado vasijas funerarias con bandas horizontales pintadas, con restos de cuerpos incinerados y objetos metálicos.
Principios del siglo VIII.- Los bereberes musulmanes llegan a la zona y construyen un castillo en el cerro de la ermita.
Año 1186.- Alrededor de esta fecha, los caballeros de Santiago, conquistan el castillo.
Año 1195.- Tras la batalla de Alarcos, los musulmanes reconquistan de nuevo el castillo.
Año 1212.- La victoria de las Navas de Tolosa, lleva a la Orden de Santiago a apoderarse del Campo de Montiel, conquista que finaliza en 1229 al apoderarse del castillo de Montiel.
Año 1215.- El rey Enrique I de Castilla cede Carrizosa, entre otros lugares, al conde don Álvaro Núñez de Lara, para que los repueble, concretándose la cesión en otro documento de 1217.
Año 1243.- La Orden de Santiago y el concejo de Alcaraz se enfrentan por la propiedad de castillos del Campo de Montiel, poblados y despoblados, Carrizosa entre estos últimos.
Año 1387.- Se concede la encomienda de Carrizosa a don Pedro Díaz de Monsalve, primer comendador conocido, que la mantuvo hasta 1409. Siguen una serie de comendadores hasta que queda con la encomienda el hijo pequeño de don Rodrigo Manrique, don Enrique Manrique. La población por entonces, sería de unos 90 habitantes. En estos años, el castillo es definitivamente abandonado y la población se asienta en su sitio actual, a orillas del río Carrizosa (actualmente Cañamares).
Año 1493.- Se termina de construir la iglesia parroquial de Santa Catalina, que constaba de una sola nave sobre cuatro arcos de cantería y recubierta de madera de pino blanco y carrizo. Al lado oeste se encontraba adosado el cementerio.
Año 1515.- La población de Carrizosa, debido a las malas cosechas y epidemias, ha descendido a 45 habitantes aproximadamente. En este año, el pintor de Fuenllana, Hernando de Miranda, terminó un precioso retablo para el altar mayor de la parroquia. En el mes de noviembre, llegan los visitadores de la Orden de Santiago, que hacen relación de los objetos que posee la iglesia. Otra de las ermitas que visitan y que tenía Carrizosa es la de la Virgen de la Carrasca. Estas visitas se repiten en años posteriores, hasta la última visita de las cuales hay constancia, en 1554.
Año 1575.- Aunque Carrizosa seguía siendo aldea de Alhambra, tenía su propio concejo y encomienda, que poseía cuatro casas en Villanueva de los Infantes. De 1575 existen dos mapas realizados con motivo de las Relaciones Topográficas de Felipe II.
Año 1590.- Carrizosa se declara independiente como aldea de Alhambra tras pagar una cantidad de 578.000 maravedíes. En el año siguiente alcanza una población de 75 habitantes.
En los años siguientes del siglo XVII, los comendadores arrendaban tierras de la encomienda a personas que se encargaban de cobrar diezmos a los vecinos. Existen varias relaciones del patrimonio de la encomienda realizadas en distintos años, que dan cuenta de las posesiones que tenía en el mismo pueblo o alrededores.
Año 1787.- En el Censo de Floridablanca, consta Carrizosa como villa, con alcalde ordinario y perteneciente a la orden militar de Santiago. Sus habitantes eran 349, de los cuales 263 constaban como menores y sin profesión. Destacan 38 jornaleros, 26 labradores y 14 criados.
Año 1811.- Durante la invasión de Napoleón, los franceses proyectan un trasvase de agua desde las lagunas de Ruidera al Azuer, por Casas Blancas, beneficiando los molinos y cultivos de la zona. La situación del país y la posterior derrota de las tropas francesas impiden llevarlo a cabo.
Año 1900.- El censo de ese año da una población de 1507 habitantes.
Año 1920.- Aparece la epidemia de la viruela, que durante tres años, produce una elevada mortandad.
Año 1925.- Alrededor de este año, se monta una central eléctrica en el antiguo molino de la presa.
Año 1928.- Se termina la nueva iglesia tras ser exhumado el cementerio anexo y derruir la vieja que se había quedado pequeña.
Año 1931.- Por un conflicto político, un grupo de mujeres destroza la central eléctrica y el pueblo permanece sin luz hasta el año siguiente, en que se trae de Ruidera.
Año 1932.- Se construye el cementerio actual y se cierra el situado en el lugar donde hoy están las escuelas.
Año 1960.- Carrizosa alcanza el mayor censo de su historia: 3026 habitantes
Año 1976. Se aprueba por Real Decreto 2924/1976 de 26 de noviembre el escudo heráldico de Carrizosa.
Año 1996. Se publica, por primera vez, un libro sobre la Historia de Carrizosa. Su autor, el médico, guionista y director de cine madrileño, de origen carrizoseño, Óscar Parra de Carrizosa. La obra abarca desde el año 720 d. C. a nuestros días. Disponible en la Biblioteca Nacional de Madrid.

## Demografía
Carrizosa cuenta con una población de 1106 habitantes (INE 2024).
| Gráfica de evolución demográfica de Carrizosa entre 1842 y 2021                                                     |
| |
| Población de derecho según los censos de población del INE Población de hecho según los censos de población del INE |

| Carrizosa (Ciudad Real) | Carrizosa (Ciudad Real) | Carrizosa (Ciudad Real) | Carrizosa (Ciudad Real) | Carrizosa (Ciudad Real) | Carrizosa (Ciudad Real) | Carrizosa (Ciudad Real) | Carrizosa (Ciudad Real) | Carrizosa (Ciudad Real) | Carrizosa (Ciudad Real) | Carrizosa (Ciudad Real) | Carrizosa (Ciudad Real) | Carrizosa (Ciudad Real) | Carrizosa (Ciudad Real) | Carrizosa (Ciudad Real) | Carrizosa (Ciudad Real) | Carrizosa (Ciudad Real) | Carrizosa (Ciudad Real) | Carrizosa (Ciudad Real) | Carrizosa (Ciudad Real) | Carrizosa (Ciudad Real) | Carrizosa (Ciudad Real) | Carrizosa (Ciudad Real) | Carrizosa (Ciudad Real) |      |
|                         | 2019                    | 2018                    | 2017                    | 2016                    | 2015                    | 2014                    | 2013                    | 2012                    | 2011                    | 2010                    | 2009                    | 2008                    | 2007                    | 2006                    | 2005                    | 2004                    | 2003                    | 2002                    | 2001                    | 2000                    | 1999                    | 1998                    | 1997                    | 1996 |
| ----------------------- | ----------------------- | ----------------------- | ----------------------- | ----------------------- | ----------------------- | ----------------------- | ----------------------- | ----------------------- | ----------------------- | ----------------------- | ----------------------- | ----------------------- | ----------------------- | ----------------------- | ----------------------- | ----------------------- | ----------------------- | ----------------------- | ----------------------- | ----------------------- | ----------------------- | ----------------------- | ----------------------- | ---- |
| TOTAL                   | 1212                    | 1225                    | 1251                    | 1299                    | 1331                    | 1369                    | 1406                    | 1430                    | 1445                    | 1466                    | 1472                    | 1491                    | 1509                    | 1552                    | 1550                    | 1568                    | 1580                    | 1619                    | 1663                    | 1692                    | 1706                    | 1729                    |                         | 1725 |

## Economía

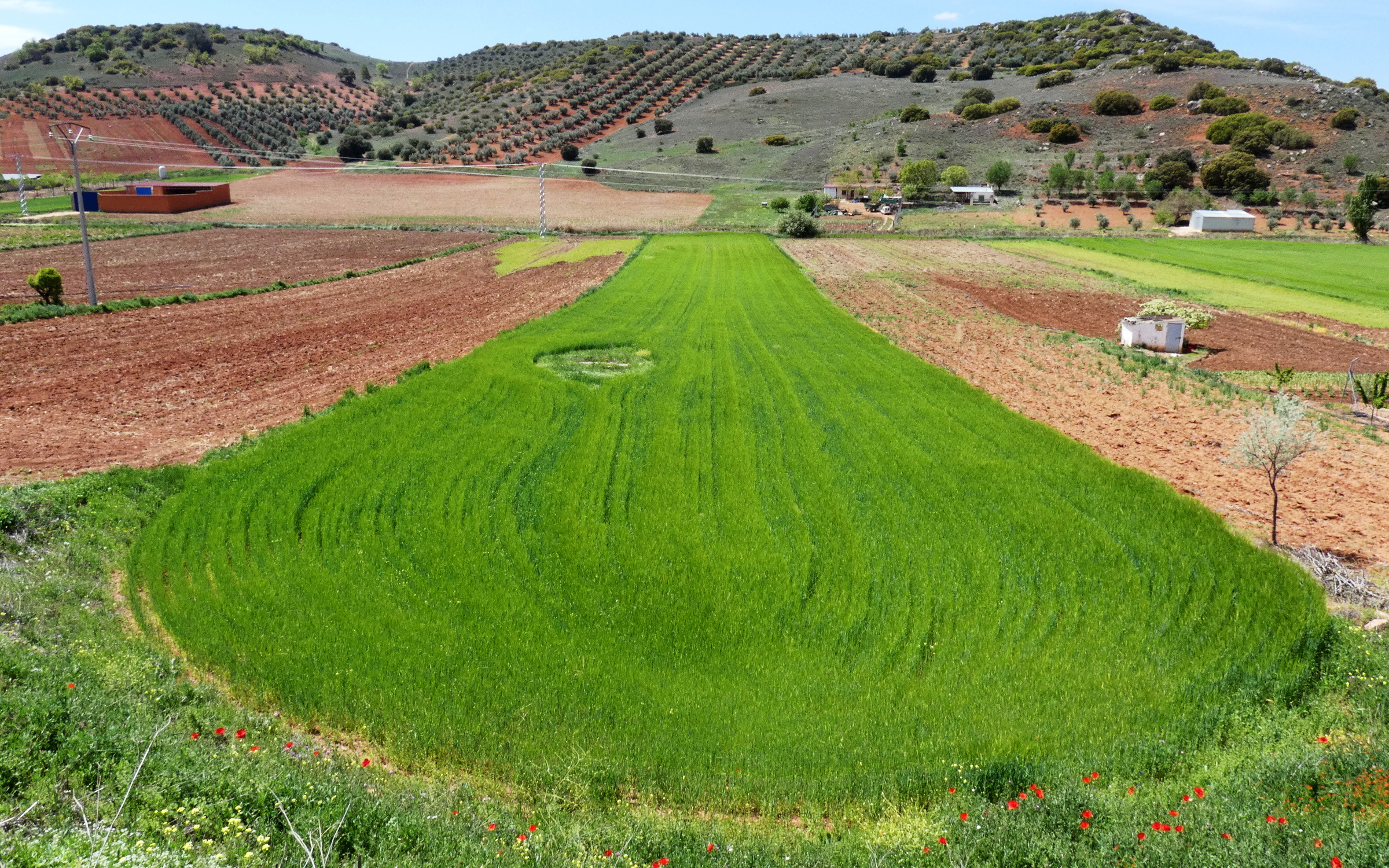
Campos de cultivo al oeste del núcleo urbano, junto al cauce del Cañamares

Existe una importante actividad agrícola, con cultivos de cereales, vid y olivo. Además existe industria textil en el que estaba empleada una parte de la población.
El tradicional de la agricultura, ocupado en el tríptico mediterráneo, sigue siendo la ocupación principal, además de la industria, que se ha convertido en el sector que mayor empleo ofrece a los moradores de Carrizosa tras la agricultura, ya sea en los talleres de confección que radican en la localidad, ya sea en oficios que exijan el desplazamiento diario o semanal a otros pueblos o ciudades.
La caza menor, muy abundante en todo su término municipal, también proporciona varios puestos de trabajo, además de ser una fuente directa de ingresos para el municipio.
La artesanía tiene cabida en Carrizosa gracias a los carrizoseños que han sabido mantener la tradición de la pleita y el trabajo con el esparto.

## Patrimonio
- Iglesia parroquial de Santa Catalina. Posee unos impresionantes frescos en el techo y Altar Mayor donde se representan la ascensión al cielo de Santa Catalina. En el techo, destacan las representaciones de los cuatro evangelistas acompañados de sus animales simbólicos según las visiones del profeta Ezequiel. También son de extraordinaria calidad el resto de los frescos que representan la última cena o a Jesús como pastor. Fueron pintados por Jesús Velasco Espinosa (Moral de Calatrava 1902-1998) en 1942. En la primera década de los dos mil, las pinturas han sido objeto de una restauración más que cuestionable que ha destruido parte de la obra original del autor en la zona del altar mayor.
- Fuente de la Mina. Fuente y pilón de agua de abastecimiento público y antiguo abrevadero de animales. Su construcción y fecha son desconocidos. Además de como fuente y abrevadero, servía también para el riego de las huertas situadas antiguamente por debajo de ella en los lugares que hoy ocupa el matadero y otras fincas privadas. El monumento ha sido objeto de varios y desastrosos intentos de restauración que han provocado la pérdida de las piedras originales y su fisionomía original empleando cemento y piedras de tipo distinto.
- Casa de los comendadores en la plaza Mayor.
- Ruta del Vía Crucis. 14 cruces repartidas por las calles y cuidadas y decoradas por los vecinos. Perfecto recorrido para poder recorrer las calles más antiguas del pueblo y poder disfrutar las vistas desde las calles más altas.
- Ermita Virgen del Salido. Situada a los pies del cerro castellón donde se encuentran las ruinas del castillo árabe de Peñaflor de Carrizosa. Se sitúa a orillas de la finca de Jaraba. De arquitectura popular, reconstruida después de la Guerra Civil en 1968, ya consta en el mapa del Partido del Campo de Montiel de 1765.
- Santuario de Nuestra Señora de la Carrasca. Situada a tan solo 1,5 kilómetros de Carrizosa era una de las antiguas ermitas que poseía Carrizosa según los Libros de Visitas de los visitadores de la Orden de Santiago. Actualmente, el culto pertenece al vecino pueblo de Villahermosa aunque a lo largo de los siglos se ha mantenido una enorme devoción en Carrizosa hacia esta antigua Virgen morena. No pertenece en su totalidad a Carrizosa.
- Restos arqueológicos del castillo árabe de Peñaflor (junto al santuario Virgen del Salido).
- Casa de labor y finca de la Fuenlabrada, antigua propiedad del conde de Leyva y posteriormente de sus cuatro hijas "las señoritas de la Fuenlabrada".
- Palacio de los duques de San Fernando de Sevilla

## Cultura

### Festividades
San Antón Abad. 17 de enero
Actualmente, se celebra el fin de semana más cercano al 17 de enero, día del patrón de los animales. Es tradicional encender hogueras en las calles de la localidad, especialmente en la plaza mayor.
Carnaval. Febrero
Los mayos. 30 de abril
Durante la última noche del mes de abril, se canta el tradicional mayo de la virgen, a la patrona de la localidad, la Stma. Virgen del Salido en la plaza Mayor.
También se canta el mayo de las damas al alcalde, en la puerta del Ayuntamiento.
Por último, cuadrillas de mozos y mozas (actualmente los grupos de mayistas) dedican sus cantos a las mujeres queridas (esposas, novias, familiares) en lo que se llama "noche de las damas" recorriendo el pueblo al son de cantos típicos.
Romería chica. 1 de mayo
Tras haberle cantado el mayo a la patrona la noche anterior, la mañana del 1 de mayo, la Stma. Virgen del Salido, es llevada en procesión hacia su ermita. La gente se queda de romería durante todo el día en el Santuario, con los familiares y amigos.
Cruces de mayo. 2, 3 y 4 de mayo
El día 2 a las 15:00h de la tarde se encienden las Cruces (altares colocados en las casas) y se celebran convites, donde es tradicional dar ponche, puñao y dulces a los visitantes. Esta fiesta se alarga durante los tres días.
Su origen es pagano, como fiesta de exaltación de la primavera y presenta variantes en toda la geografía española. Al cristianizarse, estas fiestas pasaron a ser una exaltación de la Cruz como símbolo de la Pasión de Jesús. Básicamente consisten, en su aspecto más tradicional, en la ornamentación de una cruz a base de elementos florales y vegetales (reminiscencias de su significado ancestral), junto con símbolos de la pasión (los clavos, la corona de espinas, etc).
Actualmente, han cogido gran auge, las cruces de las calles (Viacrucis de 14 de cruces repartidas por las fachadas de todo el pueblo), que están abiertas al público toda la tarde-noche del 2 de mayo, el mismo día que los grupos de mayistas recorren todas las cruces del pueblo, (incluyendo las ofrecidas en las casas) cantando el tradicional Mayo a la Santa Cruz.
En nuestra comarca se han celebrado en muchas localidades, pero donde permanecen con todo su sabor tradicional es en Carrizosa.
San Isidro Labrador. 15 de mayo
Romería celebrada en el Santuario de la Stma. Virgen del Salido, el sábado más cercano a la onomástica de San Isidro, patrón de los agricultores (15 de mayo)
Corazones de Jesús. Viernes posterior al Corpus Christi
Son altares ofrecidos en acción de gracias o por petición al Sagrado Corazón de Jesús. Es tradicional; como en las Cruces de Mayo, dar ponche, puñao y dulces, a los que visiten dichos altares en las casas de las personas que los han realizado. 
San Cristóbal. 10 de julio
En los últimos años, y tras casi una década desaparecida esta festividad, la unión de San Antón Abad y San Cristóbal en una única Hermandad, han resurgido esta festividad, de origen reciente. 
El sábado más próximo al día 10 de julio; Día de San Cristóbal, patrón de los conductores, se celebra en la plaza Mayor del pueblo, con la bendición de los vehículos en la puerta de la iglesia y verbena durante toda la noche en el centro de la localidad.
Feria y fiestas en honor de la Virgen del Salido. Del 13 al 16 de agosto
Son las fiestas Patronales del pueblo y comienzan con el pregón y la función de pólvora la noche del 13 de agosto y se alargan hasta el 16. Durante estos días existen multitud de actividades contempladas en la programación, algunas de ellas religiosas. El día 15 de agosto; día de la virgen, es el día más importante, con la procesión de la patrona, la Stma. Virgen del Salido.
Romería de la Stma. Virgen del Salido. Último fin de semana de agosto
El último viernes de agosto es portada a hombros, hacia su ermita, la Stma. Virgen del Salido, acompañada por la gente del pueblo durante el camino. La celebración se alarga durante los tres días, donde tienen lugar varias misas, ofrendas a la virgen, verbenas, espectáculos taurinos y demás actividades.
Es la fiesta más destacable de la localidad, donde se reúne más gente. Durante toda la semana, se preparan los famosos "chozos" en la alameda del santuario, donde se instalan todas las personas en reunión para pasar los tres días completos allí.
Tornaboda de Basilio y Quiteria. Octubre
En 2019, tuvo lugar la séptima celebración de esta festividad. Se suele celebrar un fin de semana de octubre. En esta, se recrea la Tornaboda de Basilio y Quiteria que aparece en el famoso libro de Don Quijote. Es organizada por el Ayuntamiento de Carrizosa, en colaboración con las asociaciones del municipio.

### Tradiciones y leyendas
San Antón
Existen y existían en Carrizosa multitud de tradiciones relacionadas con la celebración de la festividad de este santo el 17 de enero.
Antiguamente, hasta los años 60 aproximadamente, los hombres recorrían a caballo las calles del pueblo compitiendo por recoger las tortas de San Antón que eran lanzadas desde balcones y ventanas. La torta, tenía una elaboración similar a los panecillos de San Blas que comentamos posteriormente.
Otra tradición relacionada con el santo era la de los quintos. Llamados así por el antiguo sistema de reclutamiento al servicio militar por el que se salvaba uno de cada cinco, un quinto. Posiblemente también relacionado con alguna antigua forma de protesta, los quintos arrancaban las cortinas de las puertas de las casas en las noches previas al 17 de enero.
La noche del 16 al 17 de enero se encendían lumbres en todas las calles aunque la mayor de ella era la de la plaza mayor cuya leña era recogida por los quintos. Alrededor de las lumbres se comía, se bebía y se bailaban corros al son de las antiguas canciones relacionadas también con esta fiesta.
Otra tradición más antigua aún y en desuso desde más de medio siglo consistía en liberar un cerdo (animal vinculado tradicionalmente al santo) por las calles del pueblo alimentado por todos los vecinos. De ahí existe la expresión en Carrizosa "estar como el gorrino de San Antón" en alusión a la vida callejera del mismo.
Panecillos de San Blas y Santa Águeda
Se celebra desde antiguo los días de los santos el 3 y 5 de febrero. Consisten en pequeños panes de forma irregular tendiendo a ser ovalados elaborados con harina, agua, aceite, sal y matalahuva (semillas de anís) y sin levadura por lo que el resultado es un pan crujiente. La tradición marca que una vez horneados deben llevarse a la misa del día 2 de febrero (Día de la Candelaria) para ser bendecidos. Se suelen hacer por promesa religiosa en agradecimiento o petición de favor a los santos (relacionadas con enfermedades de la garganta o voz en el caso de San Blas o enfermedades relacionadas con el pecho los de Santa Águeda). Las familias que los han elaborado los reparten a los niños que, por la mañana temprano, recorren las casas donde los reparten.
Cruces de Mayo
El día 2 a las 15:00h de la tarde se encienden las Cruces (altares colocados en las casas) y se celebran convites, donde es tradicional dar ponche, puñao y dulces a los visitantes. Esta fiesta se alarga durante los tres días.
Su origen es pagano, como fiesta de exaltación de la primavera y presenta variantes en toda la geografía española. Al cristianizarse, estas fiestas pasaron a ser una exaltación de la Cruz como símbolo de la Pasión de Jesús. Básicamente consisten, en su aspecto más tradicional, en la ornamentación de una cruz a base de elementos florales y vegetales (reminiscencias de su significado ancestral), junto con símbolos de la pasión (los clavos, la corona de espinas, etc).
Actualmente, han cogido gran auge, las cruces de las calles (Vía Crucis de 14 de cruces repartidas por las fachadas de todo el pueblo), que están abiertas al público toda la tarde-noche del 2 de mayo, el mismo día que los grupos de mayistas recorren todas las cruces del pueblo, (incluyendo las ofrecidas en las casas) cantando el tradicional Mayo a la Santa Cruz.
En nuestra comarca se han celebrado en muchas localidades, pero donde permanecen con todo su sabor tradicional es en Carrizosa.
Corpus Christi
Destacan por su interés los altares del Día del Corpus Christi, cuya festividad se celebra 60 días más tarde del Domingo de Resurrección, normalmente durante el mes de junio. Al ser en jueves, los altares y la procesión se celebran el domingo, para que la afluencia sea mayor.
Tostones
Como el caso anterior, consiste en una tradición culinaria. Los tostones son un tipo de turrón elaborado de forma familiar la noche del 31 de octubre. Se realiza a base de azúcar fundida mezclada con almendras y nueces. También pueden añadírsele cacahuetes. Mezclada la azúcar caramelizada y los frutos secos se expande sobre una superficie plana y ayudándose de un mazo o botella se expande la masa hasta conseguir una torta uniforme. Se llama "hacer tostones" tanto a la elaboración del dulce como a la reunión festiva de familiares o amigos con motivo de la noche del 31 de octubre
Maitines
Fiesta familiar o de amigos celebra la madrugada del 25 de diciembre. Tradicionalmente se hacía después de la misa del gallo tras la ruptura de la prohibición de comer carne que existía el día 24 de diciembre.
Leyenda Aparición de la Virgen del Salido
Dice la tradición que un pastorcillo estaba con sus ovejas cerca del Río Azuer (conocido en Carrizosa como Río Salido) y que comenzando una tormenta decidió volver a Carrizosa. Cuando cruzaba el Salido un tromba de agua arrastró al pastor y a sus ovejas implorando el pastor el favor de la Virgen acudiendo ésta en su auxilio y en el de los animales.
Tiempo después, una imagen de la Virgen fue encontrada en los márgenes del río que fue reclamada por los vecinos de Carrizosa al recordarse la aparición de la Virgen al pastor carrizoseño en aquellos lugares. Al ser el río Azuer el límite que marca el fin del término municipal de Carrizosa y el inicio del de Montiel, también desde Montiel se reclamaba la imagen. La solución acordada fue subir la imagen de la Virgen en un carro y atando cuerdas a uno y otro lado, tirar los vecinos de cada pueblo a fin de decidir en qué pueblo quedaba la Virgen. Dice la tradición que tras varias intentos el carro no se desplazaba a un pueblo ni a otro y fue la propia imagen la que, descendiendo del carro, fue a pie hasta Carrizosa acompañada del pastorcillo.